# Richterjeva potresna lestvica
Richterjeva potresna lestvica služi za razvrščanje potresov glede na sproščeno seizmično energijo.

## Richterjeva magnituda
Moč potresa in njegovi učinki:
- manj kot 3,5 - v glavnem se potresa ne čuti, zaznajo pa ga instrumenti;
- 3,5 – 3,9 - rahlo nihanje, ki ga zaznajo le občutljivi ljudje;
- 4,0 – 4,4 - tresenje, kot ga povzroči tovornjak;
- 4,5 – 4,9 - tresenje povzroča nihanje visečih predmetov;
- 5,0 – 5,4 - drevesa šelestijo, zazvonijo cerkveni zvonovi;
- 5,5 – 5,9 - pokanje sten, odpada omet;
- 6,0 – 6,4 - promet obstane, podirajo se dimniki;
- 6,5 – 6,9 - slabo grajene stavbe se podrejo;
- 7,0 – 7,4 - zemlja razpoka, podre se večina stavb, plinovodi, električni vodi in vodovodi so poškodovani
- 7,5 – 7,9 stoji le vsaka 10. hiša, plinovodi , elekrični vodi in vodovodi so skoraj popolnoma uničeni
- več kot 8 – popolno uničenje, tla so vzvalovana in razpokana.

## O lestvici
Zamislil si jo je Charles Francis Richter v sodelovanju z Benom Gutenbergom
leta 1935.
Skalarno količino, ki je izražena preko te lestvice nazivamo lokalna magnituda ML in jo izračunamo na podlagi logaritma maksimalnega premika tal v vodoravni smeri, ki ga je izmeril seizmograf med potresom.
ML=0 je definirana kot seizmična energija potresa, ki ga na razdalji 100 km Wood-Andersonov seizmograf zabeleži z maksimalnim premikom enega mikrometra v vodoravni smeri. V praksi je treba pri računanju lokalne magnitude ML upoštevati popravek za razliko v razdalji med seizmografom in hipocentrom ter popravek za tip seizmografa.
Enota magitude ustreza približno faktorju 32 v sproščeni seizmični energiji , kar pomeni da potres magnitude ML=1 sprosti 32krat več seizmične energije kot potres magnitude ML=0, ML=2 skoraj tisočkrat več, itd... 
Potresi ki povzročajo škodo imajo vsaj ML=5.
Zaradi tehničnih razlogov je določanje magnitude po Richterjevi lestvici neustrezno za večje potrese (lestvica se “nasiči” pri vrednosti ML=6.8), zato so danes v uporabi magnitudne lestvice osnovane na drugačnih definicijah kot je Richterjeva.